# Маркес, Роберто
Роберто Маркес (исп. Roberto Márquez; около 1923 — неизвестно) — аргентинский хоккеист на траве, нападающий. Участник летних Олимпийских игр 1948 года.

## Биография
Роберто Маркес родился около 1923 года.
Первоначально занимался футболом. С начала 1940-х годов играл в хоккей на траве за «Феррокариль Хенераль Митре» из Хенераль-Сан-Мартина.
В 1948 году вошёл в состав сборной Аргентины по хоккею на траве на летних Олимпийских играх в Лондоне, поделившей 5-6-е места. Играл на позиции нападающего, провёл 3 матча, забил 2 мяча (по одному в ворота сборных Испании и Индии). На Олимпиаде дебютировал в составе национальной команды.
О дальнейшей жизни данных нет.